# 塞克森 (阿拉巴马州)
塞克森（英文：Section），是美国阿拉巴马州下属的一座城市。面积约为4.57平方英里（约合11.84平方公里）。根据2010年美国人口普查，该市有人口770人，人口密度为168.42/平方英里（约合65.03/平方公里）。